# Paul Chabanaud
Paul Chabanaud est un zoologiste français, né le 30 novembre 1876 à Versailles (Yvelines) et mort le 27 février 1959.

## Carrière scientifique et œuvre
Paul Chabanaud commence sa carrière en 1915 comme volontaire sous la direction de Louis Roule au Muséum national d'histoire naturelle à Paris. En 1919–1920, il accompagne une mission du muséum envoyée par Jean Abel Gruvel en Afrique occidentale (Sénégal, Guinée) au cours de laquelle il récolte plusieurs milliers de spécimens de reptiles, amphibiens et poissons. Il effectue aussi une mission en Indochine et est l'un des premiers à dresser l'inventaire de la faune ichtyologique de cette contrée.
De retour à Paris, il entre en 1926 comme préparateur au laboratoire des Pêches et Productions Coloniales d’origine animale du muséum, où il travaillera jusqu'à sa mort en 1959,, sous la direction de Jean Abel Gruvel, puis de Théodore Monod.
Il publie quelque 170 travaux traitant de la systématique, de la répartition géographique, de l’anatomie et de la paléontologie des pleuronectiformes dont il est un spécialiste au niveau mondial, mais son style et son vocabulaire le rendent parfois incompréhensible : « Le complexe uroptérygiophore est épaxonalement diplospondylique et hypaxonalement triplospondylique », par exemple, peut être interprété comme « Le squelette de soutien de la nageoire caudale est organisé dorsalement autour de deux vertèbres et ventralement autour de trois vertèbres ».  Afin de rendre ses publications plus accessibles, notamment aux chercheurs anglophones, l'équipe qui a repris l'étude des Acanthomorphes (en), après une interruption de quelque 30 années, a compilé un glossaire français-anglais de ses travaux,.
Paul Chabanaud était membre de l'Union rationaliste.